# François Chassagnite

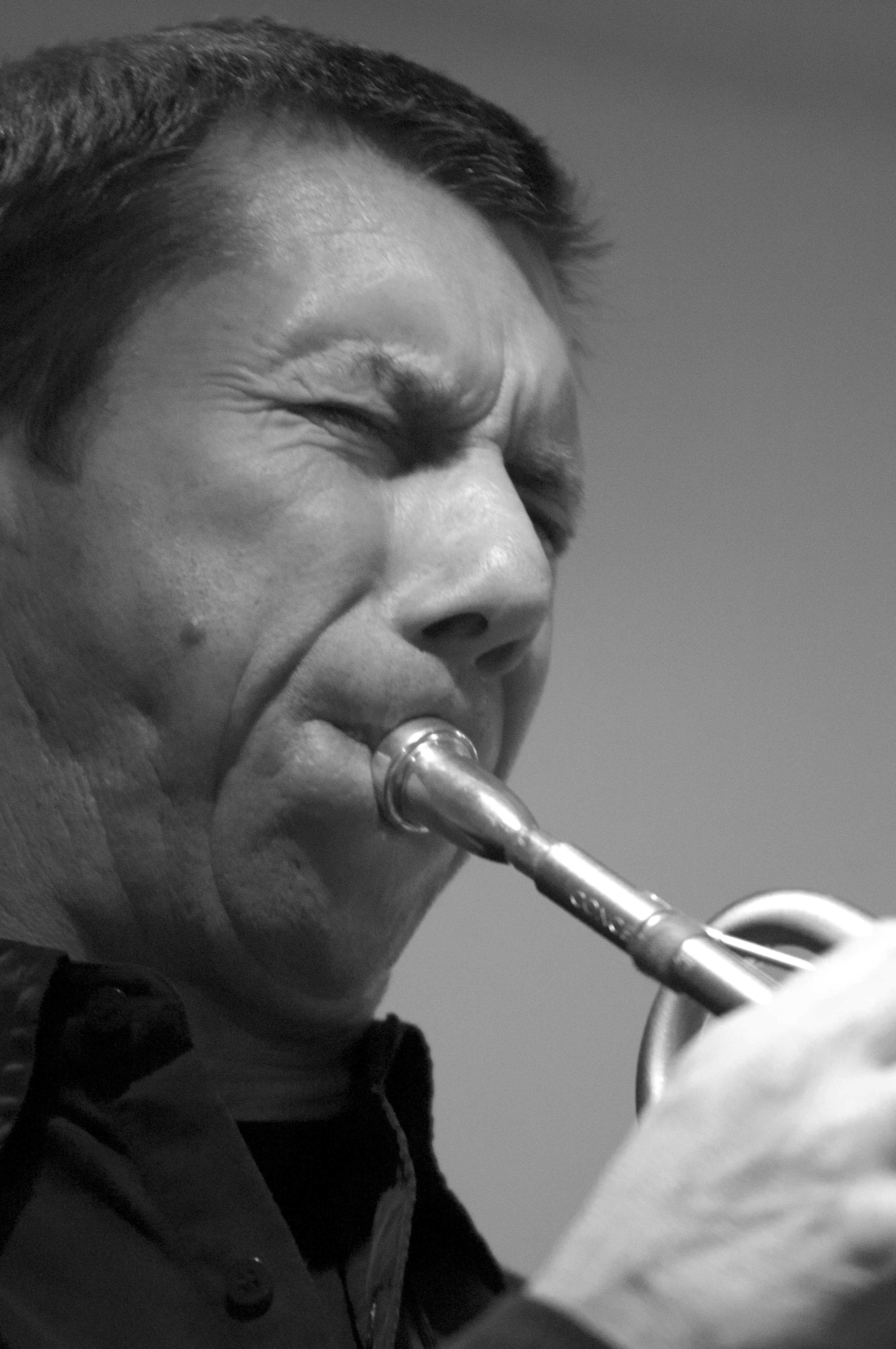
François Chassagnite (2008)

François Chassagnite (* 1955 in Ussel (Corrèze); † 7. April 2011) war ein französischer Jazzmusiker (Trompete, Gesang).

## Leben und Wirken
Chassagnite lernte als Jugendlicher in La Flèche Trompete und spielte ab 1973 während seines Tiermedizinstudiums in Amateurbands, bevor er sich schließlich für die Karriere als Musiker entschied. Ab 1979 trat er in Pariser Clubs auf, zunächst als Kornettist mit dem Old Fashioned Orchestra im Caveau de la Montagne. 1981 wurde er Mitglied der Euro-Jazz Bigband; in den 1980er Jahren spielte er außerdem in den Bands von Jean-Loup Longnon, Antoine Hervé, Andy Emler und Denis Badault. Mit Alain Jean-Marie, Alby Cullaz und Oliver Johnson bildete er ein gemeinsames Quartett. 1986 gehörte Chassagnite der ersten Ausgabe des Orchestre National de Jazz unter der Leitung von François Jeanneau an (86, Label Bleu), mit dem er auf Tourneen durch europäische und afrikanische Staaten ging. 
1987/88 gehörte er den Bigbands von Gil Evans/Laurent Cugny (Big Band Lumière) und Gérard Badini an. 1989 spielte er sein Debütalbum Samya Cynthia ein; 1993 folgte das Thelonious Monk gewidmete Album Epistrophy. Mit seinem Trio legte Chassagnite zuletzt 2006 das Album Jubilation vor, eine Hommage an Chet Baker (den er sehr mochte). Um 2010 hatte er ein gemeinsames Quintett mit dem Altsaxophonisten Seb Chaumont. Im Laufe seiner Karriere arbeitete er außerdem mit Stéphane Bertrand, Emanuele Cisi, Gérard Gustin (Onztet), Dominique Lemerle und Frédéric Viale. Tom Lord zufolge war er an 31 Aufnahmen zwischen 1983 und 2010 beteiligt.
Chassagnite unterrichtete am Pariser Centre d’informations musicales und ab 1997 am Konservatorium in Nizza. Nachdem er am Vorabend noch in seinem Club in Nizza gespielt hatte, erlag er am 7. April 2011 einem Herzinfarkt.

## Diskographische Hinweise
- Chassagnite Quartet: Samya Cynthia (Arnaud Matteï, Jean Bardy, Oliver Johnson, Label La Lichère 1989)
- Chassagnite Quartet: Un Poco Loco (Frédéric d’Oelsnitz, Fabrice Bistoni, Yoann Serra; TCB 2000)
- Chassagnite Quartet: Chat Ssagnite (Jean-Paul Florens bzw. Michel Perez bzw. Olivier Giraudo, Sylvain Romano, Jean-Pierre Arnaud) (Frémeaux & Associés 2012, rec. 2010)
- Olivier Giraudo & François Chassagnite Quartet: Bird Feathers (mit Luigi Trussardi, Charles Bellonzi; Imago records, Socadisc 2017; rec. 2009)